# گهرسنجاقک نوک‌سرخ شرقی
گهرسنجاقک نوک‌سرخ شرقی (نام علمی: Chlorocypha glauca)، گونه‌ای از گهرسنجاقک‌ها از خانواده گهرسنجاقکان (Chlorocyphidae) است.